# Jüdischer Friedhof (Karlovy Vary)

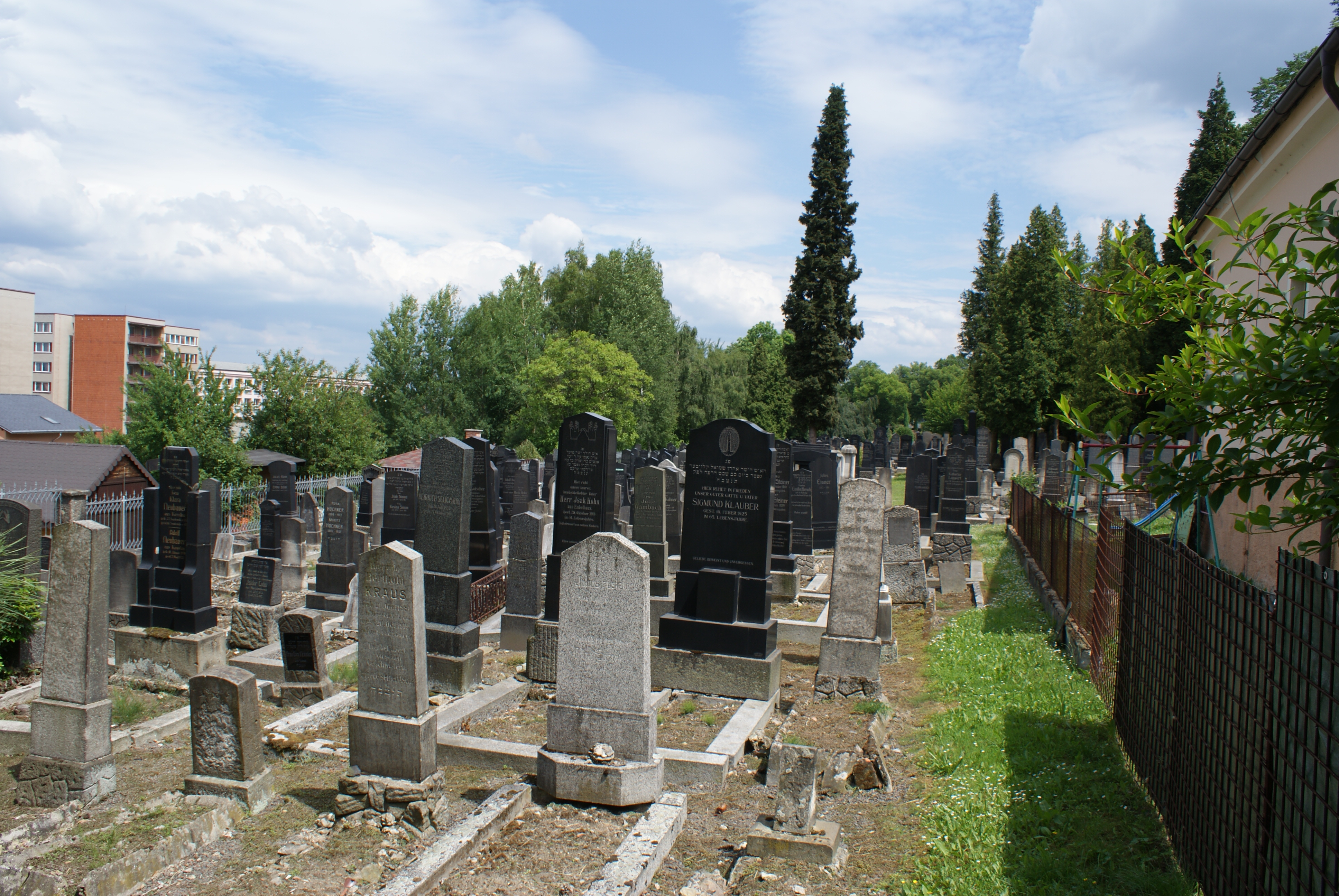
Jüdischer Friedhof in Karlovy Vary

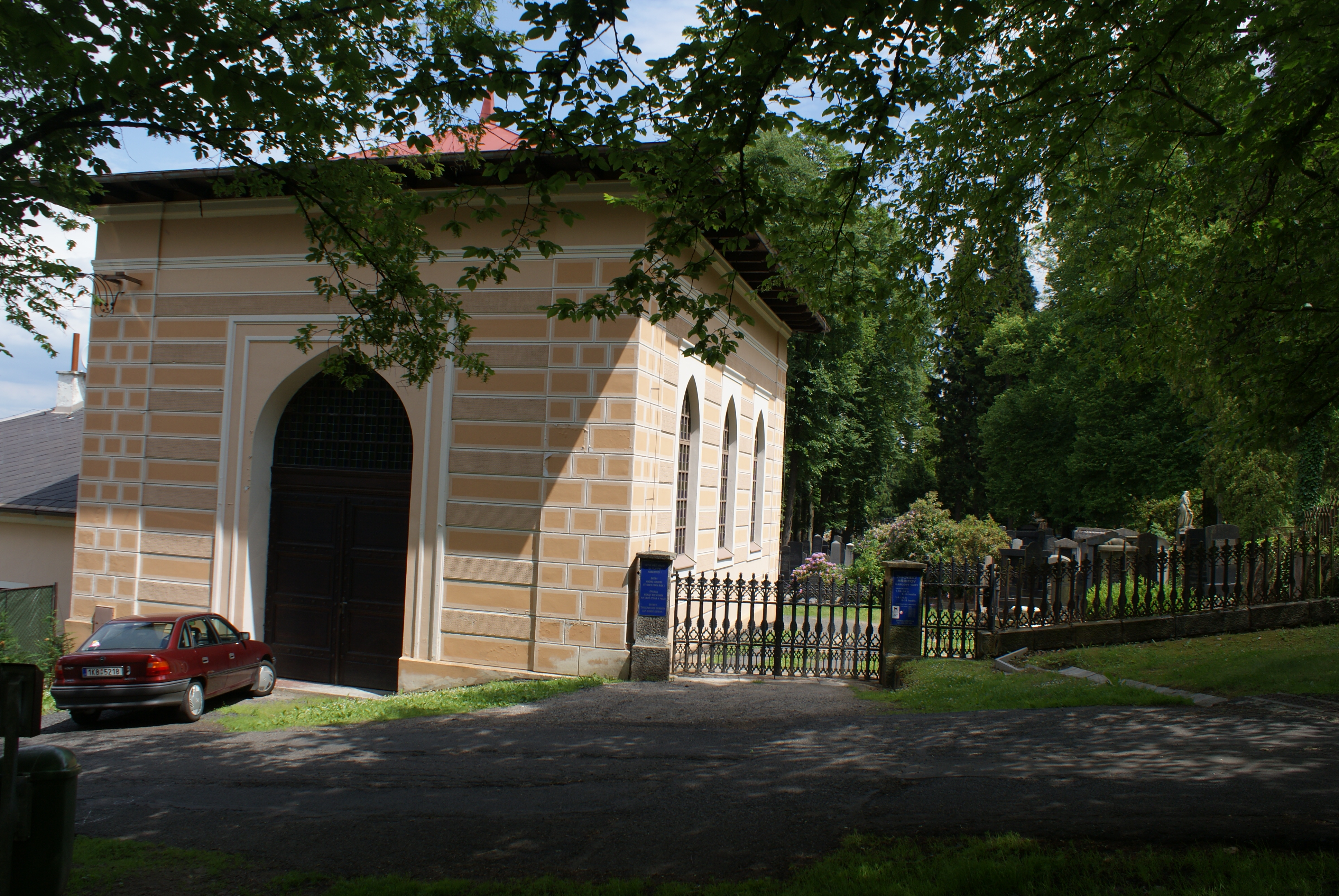
Taharahaus

Der Jüdische Friedhof in Karlovy Vary (deutsch Karlsbad), der tschechischen Bezirksstadt des Okres Karlovy Vary, wurde 1868/69 angelegt. Auf dem jüdischen Friedhof befinden sich heute noch circa 700 Grabsteine (Mazevot). Auf dem Friedhof, der weiterhin genutzt wird, wurden auch jüdische Kurgäste aus verschiedenen Ländern bestattet.
Das Taharahaus ist erhalten.

## Gräber bekannter Persönlichkeiten
- Ludwig Moser (1833–1916), österreichischer Glasgraveur und -fabrikant (siehe Moser (Unternehmen))